# Federació de Diables i Dimonis de Catalunya
La Federació de Diables i Dimonis de Catalunya està formada actualment per 248 colles, distribuïdes en 41 comarques del Principat, les Illes Balears i la Catalunya Nord. El 2015 fou guardonada amb el Premi Nacional de Cultura «per la preservació dels valors de la festa popular al carrer, arrelada al nostre país».